# كرند غرب
كرند غرب (بالكردية: کرن، نكرن، Kirin‏) هي مدينة كردية وعاصمة مقاطعة دالاهو في مقاطعة كرمانشاه في إيران. بلغ عدد سكانها 7٫894 نسمة في عام 2006. وتتمتع المدينة بأهمية عند الديانة اليارسانية باحتوائها على مقابر بير بنيامين وبير موسي.